# Juan José Campanella
Juan José Campanella (Buenos Aires, 19 juli 1959) is een Argentijnse film- en televisieregisseur. Hij is vooral bekend van de thriller El secreto de sus ojos (2009), die in 2010 de Academy Award voor beste niet-Engelstalige film won. Hij werkt regelmatig samen met de acteurs Ricardo Darín en Eduardo Blanco.

## Biografie
Juan J. Campanella werd geboren in de Argentijnse hoofdstad Buenos Aires. Hij studeerde vier jaar aan de universiteit om ingenieur te worden. In 1980 zette hij een punt achter zijn studies. Na het zien van de film All That Jazz besloot hij om niet aan een vijfde jaar te beginnen.
Een jaar eerder had Campanella zijn regiedebuut gemaakt met de korte film Prioridad nacional. In 1980 verhuisde hij naar de Verenigde Staten, waar hij film studeerde aan de Tisch School of the Arts. In 1991 volgde zijn Amerikaans filmdebuut. De thriller The Boy Who Cried Bitch kon rekenen op een cast bestaande uit onder meer Adrien Brody, Karen Young, Jesse Bradford en Jason Biggs. Zijn volgende prent, Love Walked In (1997), was een verfilming van de Argentijnse roman Ni el tiro del final.
In 1999 regisseerde hij El mismo amor, la misma lluvia. Zijn twee vrienden Ricardo Darín en Eduardo Blanco hadden allebei een rol in de film. Het drietal werkte nadien ook samen aan El hijo de la novia (2001) en Moon of Avellaneda (2004). Vijf jaar later maakten de drie Argentijnen de thriller El secreto de sus ojos. De film werd een enorm succes en sleepte begin 2010 de Academy Award voor beste niet-Engelstalige film in de wacht.
Campanella regisseerde in de Verenigde Staten ook verscheidene afleveringen van bekende televisieseries. Zo werkte hij mee aan 30 Rock, House MD, Law & Order: Special Victims Unit, Law & Order: Criminal Intent, Six Degrees en Ed. In 2014 regisseerde hij ook de pilot en eerste seizoensfinale van Halt and Catch Fire.

## Filmografie

### Films
- 1991 - The Boy Who Cried Bitch
- 1997 - Love Walked In
- 1999 - El mismo amor, la misma lluvia
- 2001 - El hijo de la novia
- 2004 - Luna de Avellaneda
- 2009 - El secreto de sus ojos
- 2013 - Metegol (animatie)
- 2019 - El Cuento de las Comadrejas

### Televisie (selectie)
- Lifestories: Families in Crisis
- Law & Order: Criminal Intent
- Six Degrees
- 30 Rock
- House MD
- Halt and Catch Fire

- Bibsys: 8027462
- Biblioteca Nacional de España: XX1663097
- Bibliothèque nationale de France: cb14084698j (data)
- Catàleg d'autoritats de noms i títols de Catalunya: 981058516466106706
- Gemeinsame Normdatei: 130224081
- International Standard Name Identifier: 0000 0001 1692 0379
- Library of Congress Control Number: nr2001034211
- Nationale Bibliotheek van Letland: 000334867
- Nationale Bibliotheek van Tsjechië: xx0150441
- Nationale bibliotheek van Australië: 35581447
- Nationale Bibliotheek van Israël: 987007379475005171
- Nederlandse Thesaurus van Auteursnamen: 121390772
- Réseau des bibliothèques de Suisse occidentale: 02-A009677441
- SNAC: w6wn5z38
- Système universitaire de documentation: 136183336
- Virtual International Authority File: 100389970
- WorldCat: E39PBJfrTjbyxdkVFCtX8JHBfq